# Eugène Grangé
Eugène Grangé, nome completo Pierre-Eugène Basté (Parigi, 16 dicembre 1810 – Parigi, 1º marzo 1887), è stato un drammaturgo, cantautore e goguettier francese.

## Biografia
Eugène Grangé nasce a Parigi nel 1810. Frequentò l'Università Charlemagne. Dopo essersi laureato va a lavorare in una banca. A 17 anni comincia a lavorare in piccoli teatri. La sua carriera finisce nel 1881.
Grangé muore nel 1887 nel 9e arrondissement di Parigi.

## Opere
- 1843: Les Bohémiens de Paris, tragedia di Adolphe d'Ennery e Grangé;
- 1853: Les Sept Merveilles du monde, féerie in 5 atti con Adolphe d'Ennery;[1]
- 1853: Le Carnaval des Maris, commedia di Eugène Cormon e Grangé
- 1854: À Clichy, épisode de la vie d'artiste, opéra-comique in 1 atto, con Adolphe d'Ennery, musica di Adolphe Adam;
- 1855: Les lavandières de Santarem, opéra-comique in 3 atti, con Adolphe d'Ennery, musica di François-Auguste Gevaert;
- 1858: Le Punch Grassot, operetta di Alfred Delacour e Grangé
- 1858: Les crochets du père Martin (da cui è tratto il film La gerla di papà Martin), commedia di Eugène Cormon e Grangé
- 1860: La Sirène de Paris, dramma scritto con Xavier de Montépin
- 1860: La Pénélope à la mode de Caen, operetta di Paul Siraudin, Lambert-Thiboust e Grangé
- 1861: La Mariée du Mardi-gras, operetta di Lambert-Thiboust e Grangé
- 1861: La Beauté du diable, operetta di Lambert-Thiboust e Grangé
- 1862: La Boîte au lait, operetta di Jules Noriac e Grangé
- 1865: Un clou dans la serrure, commedia di Lambert-Thiboust e Grangé
- Prima del 1868: La Croqueuse de pommes
- 1873: La Cocotte aux œufs d'or, spettacolo di Hervé, Clairville, Victor Koning e Grangé
- 1878: Coco de Clairville, operetta di Alfred Delacour e Grangé
- 1881: Les Deux Roses, di Clarville Victor Bernard e Grangé